# 교자성

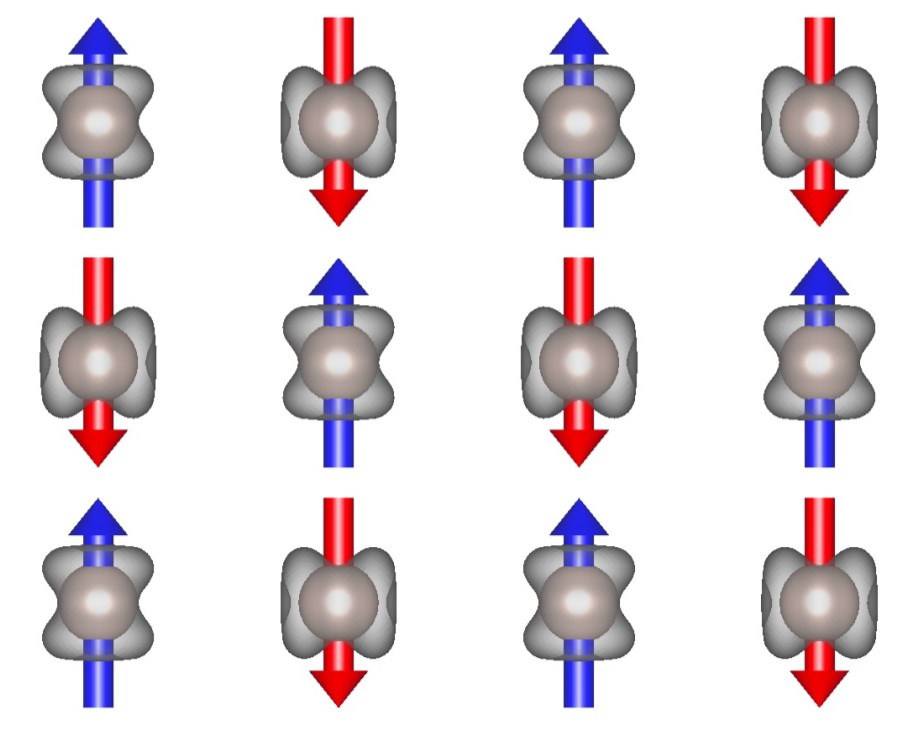
결정 내 서로 인접한 원자 간의 스핀 방향과 공간 배치가 서로 반대인, 교자성 배치의 예시.

교자성(交磁性, 영어: altermagnetism)은 응집물질물리학에서 이상적인 결정에 존재하는 자기 상태 중 하나로, 교자성 구조의 결정은 모두 동일선상에 있어 전체 자성은 0으로 상쇄된다. 마찬가지로 전체 자성이 0이 되는 일반적인 동일선상의 반강자성과 달리, 교자성 내 전자 띠구조는 크라머르스 축퇴 상태에 있지 않고, 스핀에 의존하는 파수 벡터와 관련되어 있다. 2024년 교자성과 관련된 실험 결과가 발표되었으며, 스핀트로닉스 분야에서 응용할 수 있을 것으로 추정하고 있다.

## 결정 구조 및 대칭
교자성체 내 원자는, 원자의 스핀 방향과 공간 배치가 서로 교대하는 일정한 패턴을 보인다. 자기 모멘트가 반대인 원자들은 결정 회전이나 거울 반전 형태의 교자성 상태에 있으며, 자성 원자의 공간 배치는 주변의 비자성 원자 사이에 갇혀 만들어질 수도 있다. 교자성체인 텔루륨화 망간(MnTe)에서는 부분격자 간 스핀 방향이 반대인 것이 6방성 결정 회전과 관련되어 있으며, 다른 교자성체인 이산화 루테늄(RuO2)에서는 부분격자 간 스핀 방향이 반대인 것이 4방성 결정 회전과 관련되어 있다.

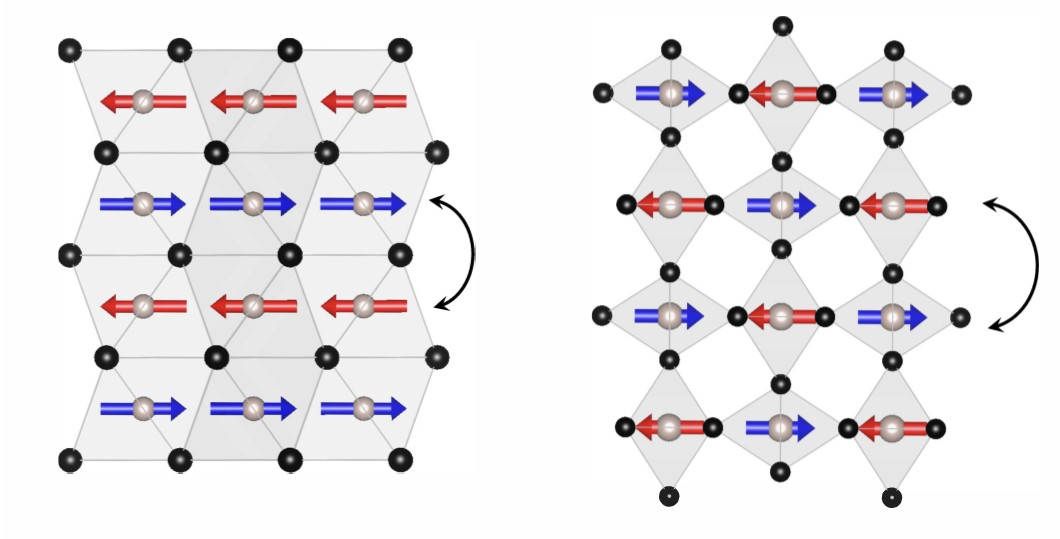
교자성체인 텔루륨화 망간(MnTe, 왼쪽)과 이산화 루테늄(RuO_{2}, 오른쪽)의 교차하는 자성 구조 및 결정 구조.

## 전기적 구조
교자성체의 가장 큰 특징은 스핀에 따라 띠구조가 명확히 구분된다는 것으로, 실험적으로는 2024년 처음 관측되었다. 교자성 띠구조에서는 시간 대칭성이 파괴되며, 강자성과 마찬가지로 Eks=E−ks 관계가 성립하나 강자성체와 달리 전체 자성이 형성되지는 않는다. 교자성체의 스핀 분극화는 파수 벡터 공간에서 진동하며, 각각 2, 4, 6 스핀 축퇴 노드를 형성한다. 이는 각각 d 궤도, g 궤도, i 궤도에 해당한다. d 궤도 교자성체는 d 궤도 초전도체와 자기 대응 관계에 있다.
- 교자성 금속의 페르미면. 파란색과 빨간색은 각각 스핀의 극성(위와 아래)을 가리킨다.
- 교자성 물질의 띠구조.

교자성체의 띠구조 내 스핀 분극화는 동일선상에서 일어나, 반전 대칭성은 파괴되지 않는다. 교자성체의 스핀 갈라짐은 파수 벡터에서 (kx2−ky2)sz로 동일하다. 이산화 루테늄에서는 시간 대칭성의 파괴, 거대한 ~1eV 스핀 갈라짐, 변칙적 홀 효과 현상의 발생이 이론적으로 예측되었으며 실험적으로도 검증되었다.

## 물질
2024년 반도체인 텔루륨화 망간과 이산화 루테늄에서 교자성 띠구조가 나타나는 현상이 처음 관찰되었으며, 교자성을 띄는 물질은 전도체부터 절연체까지, 2차원부터 3차원 물질까지, 경원소부터 중원소까지, 비상대론적 띠구조부터 상대론적 띠구조까지 다양하게 분포할 것이라고 추정하고 있다.

## 성질
교자성체는 강자성과 반자성을 부분적으로 동시에 가지는데, 특히 강자성체에 가깝다. 교자성체의 전형적인 특징으로서 홀 효과가 변칙적으로 나타나는 현상이 관측된 바 있으며, 결정이 회전할 때 스핀 전류가 방향을 바꾸는 변칙적 현상이 나타나기도 한다.